# Carmo do Rio Claro
Carmo do Rio Claro là một đô thị thuộc bang Minas Gerais, Brasil. Đô thị này có diện tích 1064,79 km², dân số năm 2007 là 19480 người, mật độ 20,1 người/km².